# داتابوينت 2200
داتابوينت 2200 هو حاسوب شخصي، وأحيانًا يعتبر الأول من نوعه (مع أن كينباك-1 غالبًا ما يعتبر أول حاسوب شخصي).